# بيارن كيزر بارث
بيارن كيزر بارث هو صحفي نرويجي، ولد في 14 أبريل 1892 في أوسلو في النرويج، وتوفي في 23 أبريل 1972.